# Reggenza di Seluma
La reggenza di Seluma è una reggenza (in indonesiano: kabupaten) dell'Indonesia, situata nella provincia di Bengkulu.
Il capoluogo della reggenza è Pasar Tais.